# Interfel
 (mars 2014).
Si vous disposez d'ouvrages ou d'articles de référence ou si vous connaissez des sites web de qualité traitant du thème abordé ici, merci de compléter l'article en donnant les références utiles à sa vérifiabilité et en les liant à la section « Notes et références ».
Interfel (Interprofession de la filière des fruits et légumes frais) est une association loi de 1901 et un lobby créé en 1976. Elle rassemble et représente paritairement les collèges des organisations professionnelles de la production et de la distribution des fruits et légumes frais.

## Mission
Interfel est reconnue comme seule interprofession nationale pour les fruits et légumes frais par les pouvoirs publics qui lui délèguent le pouvoir d'élaborer des accords interprofessionnels qui font force de loi. Interfel est reconnue par l'Union européenne depuis le 21 novembre 1996.
La filière indique représenter 90% de la mise en marché des fruits et légumes frais en France[source insuffisante].
En octobre 2017, le président de la République a demandé aux interprofessions d'élaborer des plans de développement et de transformation des filières agricoles et agroalimentaires. Interfel, à l'instar de 34 autres interprofessions, a remis au ministre de l'Agriculture son plan de filière en décembre 2017. Six axes prioritaires y sont définis concernant la contractualisation, le développement des signes officiels de qualité, la réduction de l’usage des produits phytosanitaires, la recherche et l'innovation, le développement de l'offre français et la réponse à l’objectif de santé publique et d’éducation alimentaire.

## Organisation

### Gouvernance
Les membres d’Interfel sont les associations représentatives au niveau national des différentes professions de la filière. Appelées aussi familles professionnelles, elles sont réparties en deux collèges.
- Collège production : Confédération paysanne, Coordination rurale, Fédération française de la coopération fruitière légumière et horticole (FELCOOP), Fédération nationale des producteurs de fruits (FNPF), Producteurs de légumes de France, Gouvernance économique des fruits et légumes (GEFEL) ;

- Collège Distribution : Association nationale des expéditeurs et exportateurs de fruits et légumes (ANEEFEL), Union nationale du commerce de gros en fruits et légumes (UNCGFL), Union nationale des syndicats de détaillants en fruits, légumes et primeurs (UNFD devenu Saveurs Commerce en 2017), Fédération des entreprises du commerce et de la distribution (FCD), Réseau de restauration collective en gestion directe (Restau’Co), Syndicat national de la restauration collective (SNRC), Chambre syndicale des importateurs français de fruits et légumes frais (CSIF), Syndicat national des importateurs / exportateurs de fruits et légumes (SNIFL).

Laurent Grandin a été élu président de l'interprofession à l'unanimité en 2018 pour un mandat de 3 ans, renouvelé en 2021. Il a succédé à Bruno Dupont. Daniel Sauvaitre (1954- ), arboriculteur en Charente et maire de Reignac, est élu président en 2024.

### Financement
Le budget prévisionnel d'Interfel pour la période allant de 2020 à 2022 est de 19,74 millions d'euros par an. Les recettes proviennent de cotisations volontaires obligatoires.

### Aprifel
Interfel crée en 1981 l'association « Agence pour la recherche et l'information en fruits et légumes frais » (Aprifel). Cette association possède une gouvernance tripartite avec un conseil d'administration composé de représentants des quinze familles professionnelles composant l’Interprofession des fruits et légumes frais (Interfel), un conseil scientifique composé de six experts (créé en 2001), et un conseil de consommateurs réunissant 11 associations de consommateurs (créé en 2009).
Christel Teyssèdre préside l'Aprifel. Louis Orenga est le directeur général commun d'Interfel, d'Aprifel et du Centre Technique Interprofessionnel des Fruits et Légumes (CTIFL),. En 2017, le tribunal d'instance reconnaît l'existence d'une unité économique et sociale entre Interfel et Aprifel. L'association dispose d'un budget annuel de quatre millions d'euros, financé par les cotisations volontaires obligatoires de la filière.
Aprifel a mené de 2018 à 2020 un programme d'information auprès des professionnels de santé, financé à 70 % par l'Union européenne, qui n'a pas été reconduit.
La communication et l'information d'Aprifel sont critiquées pour leur défaut de neutralité, et parfois assimilées à une propagande de l'industrie agro-alimentaire.

### Organisations associées
- Association française interprofessionnelle pour la transformation des fruits et légumes à destinations multiples (AFIDEM)
- Bureau national interprofessionnel de la noix (BIN)
- Bureau national interprofessionnel du kiwi (BIK)
- Fédération française des importateurs de fruits et légumes (FFIFL)
- Association nationale interprofessionnelle de l’ail (ANIAIL)
- Comité interprofessionnel de la lentille verte du Puy (CILVERPUY)

## Activités

### Recours en justice contre la campagne de promotion Biocoop
Interfel, ainsi que l’Association nationale pommes poires (ANPP) et la Fédération nationale des producteurs de fruits (FNPF), ont déposé un recours en justice contre la campagne publicitaire menée par l'enseigne Biocoop entre le 15 et le 30 septembre 2014, en invoquant le caractère trompeur de cette publicité, le dénigrement du produit et l'appel au boycottage des pommes non-bio. Le 21 septembre 2016, la société Biocoop est condamnée par le tribunal de grande instance de Paris pour pratique anticoncurrentielle à verser 10 000 euros à chacun des plaignants mais est relaxée du chef de publicité trompeuse.

### Activité de lobbying en France
Interfel est répertoriée comme « représentant d'intérêt » auprès de la Haute Autorité pour la transparence de la vie publique et a déclaré auprès d'elle exercer des activités de lobbying en France pour un montant annuel compris entre 100 000 et 200 000 euros, depuis 2018.
L'interprofession revendique exercer un lobbying et est désignée comme tel,.

### Communication
Interfel joue le rôle de promoteur des produits frais tels que les fruits et légumes à travers des campagnes de communication,,, mais également dans le cadre de campagnes d'information autour des « cinq fruits et légumes par jour » recommandés par le Programme national nutrition santé,.
En mars 2018, le tribunal administratif de Paris refuse à l'interprofession l'agrément lui permettant d'intervenir auprès du public scolaire, considérant que ces interventions n'avaient pas « un caractère d’intérêt général strict [mais avaient pour objet] d'assurer la promotion de ses produits ».